# 河崎愛美
河崎 愛美（かわさき まなみ、1989年2月9日 - ）は日本の小説家。岩手県出身。八戸工業高等専門学校在学中、15歳で第6回小学館文庫小説賞を受賞。受賞作の「あなたへ」が現在唯一の作品となっている（2010年3月時点）。

## 作品
- あなたへ （第6回小学館文庫小説賞 受賞作）
  - 2005年4月、小学館、ISBN 978-4093861519
  - 2007年5月、小学館文庫、ISBN 978-4094081688